# Емельянова, Ирина Витальевна
Ирина Витальевна Емельянова (род. 14 октября 1963, Даровской, Кировская область) — советская и российская самбистка и дзюдоистка, чемпионка и призёр чемпионатов СССР по дзюдо, чемпионка вооружённых сил СССР, чемпионка Европы по самбо, призёр чемпионата мира по самбо, Заслуженный мастер спорта России. Тренер высшей категории по самбо и дзюдо. Заместитель заведующего кафедры физкультуры и спорта Академии нефти и газа. Доцент. Дипломированный телохранитель.

## Биография
Увлеклась борьбой под влиянием своего брата. В 20 лет на соревнованиях в Витебске выиграла свою первую золотую медаль. В 1986 году окончила Кировский политехнический институт. Вышла замуж и её стал тренировать муж. В 1992 году заболела желтухой и три года не могла участвовать в соревнованиях. После возвращения на ковёр выиграла мемориал Харлампиева, а затем стала вице-чемпионкой мира.

## Спортивные результаты
- Чемпионат СССР по дзюдо среди женщин 1987 года — ;
- Чемпионат СССР по дзюдо среди женщин 1988 года — ;
- Чемпионат СССР по дзюдо среди женщин 1989 года — ;